# Eublemma arcuinna
Eublemma arcuinna là một loài bướm đêm trong họ Erebidae.